# Maori lile
A maori lile (Charadrius bicinctus) a madarak osztályának lilealakúak (Charadriiformes) rendjébe, ezen belül a lilefélék (Charadriidae) családjába  tartozó faj.

## Rendszerezése
A fajt William Jardine és Prideaux John Selby írták le 1827-ben. Egyes szervezetek az Anarhynchus nembe sorolják Anarhynchus bicinctus néven.

## Alfajai
- Charadrius bicinctus bicinctus Jardine & Selby, 1827
- Charadrius bicinctus exilis Falla, 1978[1]

## Előfordulása
Új-Zéland területén fészkel, vonulása során eljut Ausztrália déli és délkeleti részére, Tasmania szigetére, a Fidzsi-szigetek, Új-Kaledónia és Vanuatu területén is. 
Természetes élőhelyei a mérsékelt övi füves puszták, tengerpartok, szikes mocsarak és tavak, folyók és patakok környéke, valamint szántóföldek és legelők.

## Megjelenése
Átlagos testhossza 21 centiméter, szárnyfesztávolsága 37-82 centiméter, testtömege 47-76 gramm.
|  |  |

## Szaporodása
|  |  |

## Természetvédelmi helyzete
Az elterjedési területe nagyon nagy, egyedszáma pedig ismeretlen. A Természetvédelmi Világszövetség Vörös listáján nem fenyegetett fajként szerepel.